# Jamapa (kommun)
Jamapa är en kommun i Mexiko.   Den ligger i delstaten Veracruz, i den sydöstra delen av landet, 300 km öster om huvudstaden Mexico City.
Följande samhällen finns i Jamapa:
- Jamapa
- Las Puertas
- La Javilla
- El Piñonal
- Paso de la Cruz
- Colonia Stan
- El Zanjón
- La Zapilla
- El Zapotal
- El Apachital
- Las Iguanas
- El Cuajilote
- El Jilguero